# ウルヘル司教

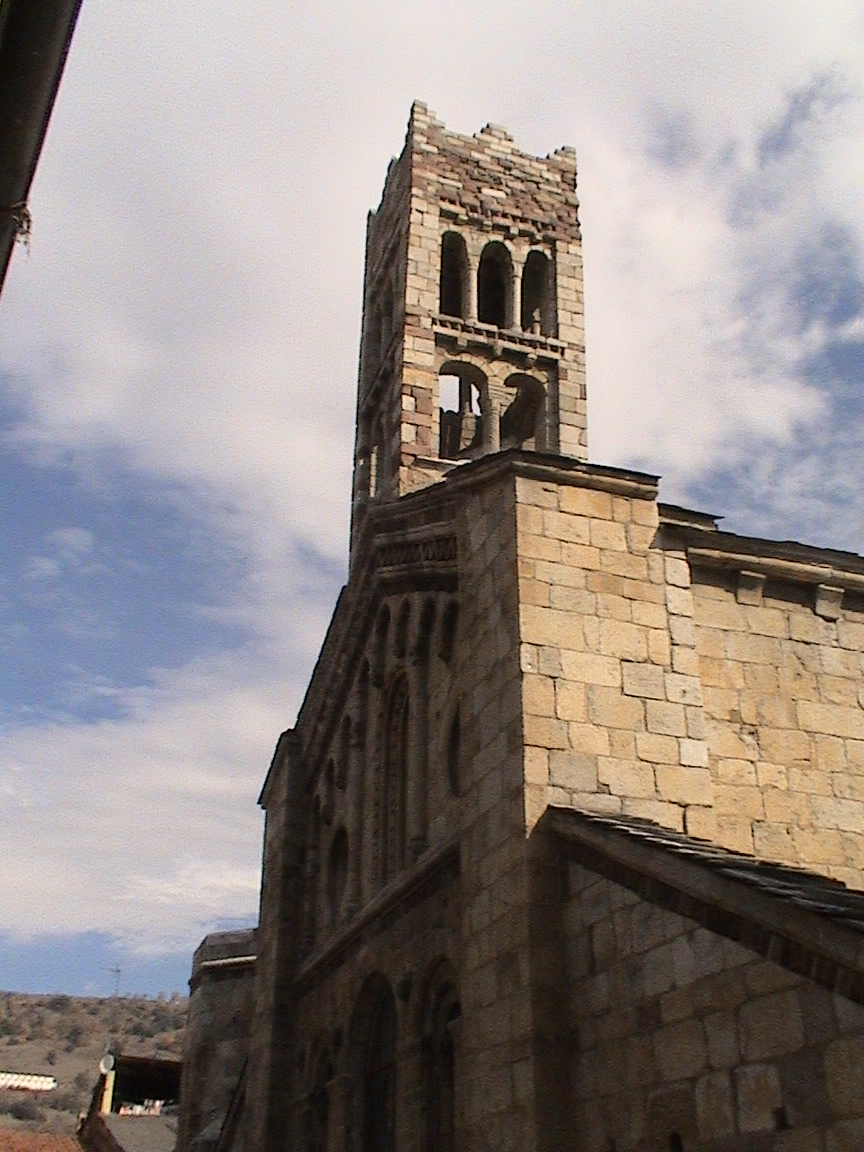
ウルジェイ大聖堂（セウ・ドゥルジェイ）

ウルヘル司教（ウルヘルしきょう、カタルーニャ語：Bisbe d'Urgell、スペイン語：Obispo de Urgel ）は、スペイン、カタルーニャ州のカトリック教会ウルヘル（カタルーニャ語：ウルジェイ）司教区の司教。ウルヘル司教は歴史的経緯により、フランス大統領とともにアンドラ公国の国家元首である共同公を務める。

## 概説
ウルヘル司教区の司教座は、歴史的にアンドラを含むウルヘル全体の首府であるラ・セウ・ドゥルジェイ（カタルーニャ語：La Seu d'Urgell） / セオ・デ・ウルヘル（スペイン語：Seo de Urgel）に820年以来置かれている。
セウ・ドゥルジェイは、カタルーニャ州リェイダ県北部に位置し、その北北東でアンドラに隣接するコマルカ、アルト・ウルジェイ（カタルーニャ語:Alt Urgell）の中心となる町でもある。もっとも、seu「セウ」 / seo「セオ」は司教座聖堂の意味であるから、ラ・セウ・ドゥルジェイ / セオ・デ・ウルヘルは、ウルヘル司教座そのものを意味する。したがって、この司教座の存立が、ウルヘル全体の首府としてのこの町の成立と軌を一にしているといえる。
アルト・ウルジェイは高地ウルヘルないし上ウルヘルの意味。ラ・セウ・ドゥルジェイはピレネー山脈南麓に位置するアンドラを含むウルジェイ地方の宗教的中心地の一つとなる町である。
2003年5月11日、1971年よりウルヘル司教を務めたジュアン・マルティ・アラニスが引退し、その地位をジュアン・エンリク・ビベス・イ・シシリアに譲った。